# Šibeniční vrch (rozhledna)
Rozhledna Šibeniční vrch se nachází na stejnojmenné kótě (459 m n. m.) jihovýchodně od Horšovského Týna. Šibeniční vrch náleží Podčeskoleské pahorkatině. 

## Historie rozhledny
Na Šibeničním vrchu stávala od 19. století dřevěná kaple se zvonicí. Po pouti do Lurd nechali členové mariánského sdružení vystavět na témže místě zděnou kapli, zasvěcenou Panně Marii Lurdské. Poslední pouť ke kapli se konala v roce 1939. Po válce se kaple dostala do blízkosti vojenské střelnice a v polovině 60. let minulého století byla zchátralá stavba odstřelena. V roce 2004 vzniklo v Horšovském Týně Sdružení pro výstavbu rozhledny, které v říjnu 2009 započalo s výstavbou rozhledny. Ke slavnostnímu otevření došlo 29.4.2010. Stavba byla krom sponzorů a Městského úřadu Horšovský Týn dotována z peněz Státního zemědělského intervenčního fondu - Program rozvoje venkova LEADER. Jde o dřevěnou hranolovou věž s vnitřním schodištěm (66 schodů) a jediným vyhlídkovým ochozem ve výšce 13 metrů. Celková výška je 21,5 metru, na vrcholu věže je latinský kříž jako připomínka kaple. Na jednotlivých patrech rozhledny jsou umístěny informační tabule k historii okolí, místní lidové architektuře či využití lesů, proto je stavba uváděna jako muzeum s rozhlednou. 

## Přístup
Autem lze k rozhledně dojet z osady Lazce (podél skládky), pěšky z Horšovského Týna (též nejbližší železniční stanice) po značené cestě. Rozhledna je přístupná zdarma od 1. května do 30. září.

## Výhled
Z rozhledny je kruhový výhled na Horšovský Týn, rozhlednu Koráb, zříceninu hradu Rýzmberk, vrch Čerchov s Kurzovou rozhlednou, vojenskou věž na Velkém Zvonu, Přimdu či na německé straně vrch Ebene s rozhlednou Böhmerwaldaussichtsturm. 